# Asesinato de Naomi Smith
Naomi Louise Smith (4 de marzo de 1980-14 de septiembre de 1995) fue una joven estudiante de 15 años oriunda de Nuneaton. En la noche del 14 de septiembre de 1995, Smith dejó su hogar y se dirigió a un buzón de correo postal local para enviar una carta de su madre. Luego de notar que no regresaba, su padre Brian Smith y su mejor amiga Emma Jones fueron a buscarla. Justo antes de la medianoche, hallaron su cuerpo debajo de un tobogán, en un parque de juegos para niños que se encontraba a un par de cientos de metros de su hogar. Smith había sido asaltada sexualmente, le habían cortado la garganta y le habían mutilado los genitales con un cuchillo. Al momento de su muerte, era estudiante en Hartshill School.
Edwin Hopkins, de 20 años de edad, fue hallado culpable del asesinato en enero de 1997 y sentenciado a prisión perpetua con un mínimo de 18 años.

## Trasfondo
Naomi Louise Smith nació en Coventry, hija de Brian y Catherine Smith. Vivía en la calle Bretts Hall Estate, en Nuneaton, Warwickshire y asistía a la Hartshill School. Sus padres la describieron como una adolescente normal, bastante tímida y con falta de confianza en sí misma. Sus vecinos la describieron como una muchacha tranquila a la que le gustaba la música y la gimnasia.
Durante el 14 de septiembre de 1995, Naomi había estado con su mejor amiga Emma Jones de 16 años, en el ensayo de una banda local en la que Emma tocaba el xilófono. Al finalizar el ensayo, dejaron a Naomi en la puerta de su hogar y la vieron entrar.
Naomi salió de su hogar alrededor de las 9:30 PM durante la misma noche para dejar una carta a un catálogo a la que su madre Catherine estaba suscrita. El buzón de correos estaba ubicado a unos 180 metros de su hogar, en la calle principal en el área de Ansley. Vestía pantalones vaqueros y un jersey azul oscuro de cuello alto por debajo de un blusón tejido de color blanco. También llevaba una chaqueta tipo bomber, con la inscripción "Chicago Fire Department" (Departamento de Bomberos de Chicago) en el frente y "BACKDRAFT" escrito sobre la espalda.
Alrededor de las 11:15 PM, cuando se percató de que no regresaba, el padre de Naomi, Brian Smith, que trabajaba como taxista local, se dirigió a buscarla en su auto. El Sr. Smith se dirigió hasta el hogar de su mejor amiga, Emma Jones, para ver si estaba con ella, pero cuando no se la encontró allí, su amiga Emma se unió a la búsqueda. Poco antes de la medianoche, mientras conducían en el estacionamiento del parque infantil local, descubrieron el cuerpo de Naomi debajo de un tobogán. La autopsia reveló que había sido asaltada sexualmente, le habían cortado la garganta y que su cuerpo había sido mutilado.

## Investigación inicial
La investigación fue liderada por el Detective Tony Bayliss de la fuerza policial de Warwickshire. Se creó una oficina de operaciones para tratar el crimen en la comisaría de policía de Bedworth.
Durante todo el viernes 15 de septiembre, equipos de búsqueda de la policía de aproximadamente 30 oficiales rastrillaron el área del parque de juegos para buscar pistas. El proceso fue inicialmente demorado debido al mal clima y continuó los días siguientes. A pesar de una extensa búsqueda en el área, la policía no pudo encontrar un cuchillo o algún arma que pudiera haber sido usada en el asesinato.
Hasta 50 oficiales se asignaron al caso para tomar declaraciones de testigos e interrogar puerta por puerta a los vecinos. Durante el curso de la investigación, Bailyss hizo varias declaraciones públicas a través de los medios, incluso permitiéndoles ingresar a la sala de operaciones y filmar a los equipos de detectives mientras trabajaban.
El sábado 16 de septiembre, la policía organizó una conferencia de prensa para solicitar nueva información. Tres o cuatro jóvenes habían sido vistos en el área opuesta al hogar de Smith alrededor de las 10-11 PM en la noche que Naomi fue asesinada. La policía emitió una llamada a los jóvenes para que se presenten y dichas llamadas fueron acompañadas con recompensas de hasta $10.000 libras por cualquier información que pudiera llevar a una condena. Al mismo tiempo, los padres de Naomi, Brian y Catherine Smith, su medio hermano David Smith y su mejor amiga Emma Jones emitieron pedidos personales para que más testigos se presentasen y poder reunir más información.
El 17 de septiembre, con el permiso de sus padres, la Policía tomó la inusual decisión de detallar las heridas de Naomi. Esto apuntaba a intentar persuadir a cualquier persona que estuviese intentando encubrir al asesino.
El Detective en Jefe Tony Bayliss dijo:
"Creo que es correcto y apropiado revelar la extensión de las heridas de Naomi, para que aquellos que tengan dudas sobre la lealtad de revelar o no información puedan decidir salir a la luz".
La parte intima del cuerpo de Naomi había sido mutilado y el asesino había dejado una marca de mordedura sobre su pecho izquierdo. Se pudo encontrar saliva, lo que resultaría crucial para crear un perfil de ADN. Durante una conferencia de prensa realizada el lunes 18 de septiembre, el Detective en Jefe Tony Bayliss anunció que los científicos estaban intentando construir un perfil de ADN del asesino y no descartaban la posibilidad de una revisión masiva de perfiles si era necesario para poder identificar a un sospechoso.

## Testigos
Pronto durante la investigación, la policía se concentró en declaraciones de testigos que mencionaron a distintas personas presentes en el área al momento de la desaparición de Naomi. Uno de esos testigos, un motorista, reportó ver a Naomi parada cerca del buzón de correo postal como si estuviera esperando a alguien.
Una joven que vivía en la calle opuesta al buzón de correos declaró que había visto a Naomi dejar la carta en el buzón y continuar caminando en la misma dirección por una corta distancia. Luego de unos cuantos pasos, hizo una pausa y luego regresó en dirección al buzón. Después de pasarlo, la joven testigo dijo que vio a Naomi detenerse en la entrada de un callejón, conocido localmente como "el angosto", antes de adentrarse en él y perderla de vista. Este callejón tenía salida directamente al parque de juegos en donde luego fue descubierta. Sus amigos dijeron que si era posible regresar a su casa por este camino pero que era poco probable que hubiera preferido ir por allí a esas horas de la noche.
Un ciclista que circulaba por la calle principal reportó haber visto a un hombre salir corriendo desde el callejón. Este hombre fue descrito como joven, entre los 20 y los 25 años, de complexión atlética y pelo corto y rubio que parecía estar desteñido en las puntas.

## Detenciones y allanamientos
Temprano en la mañana del 21 de septiembre de 1995, cinco hombres locales fueron arrestados bajo la sospecha de asesinato, durante allanamientos coordinados. Estos hombres fueron trasladados a la comisaría de Nuneaton para ser interrogados. Dos de ellos fueron luego liberados bajo fianza, y los tres restantes continuaron siendo interrogados durante 36 horas más. Todos fueron luego liberados sin cargos.
Más de 20 domicilios fueron allanados por la policía, en donde se reunió evidencia que fue enviada al laboratorio para su testeo.

## Perfilado masivo de ADN
Un mes después del asesinato, en octubre de 1995, el Detective en Jefe Tony Bayliss anunció que se había creado un perfil de ADN del asesino. En conjunto con el psicólogo forense Paul Britton, una lista de alrededor de 800 delincuentes locales, de entre 15 y 28 años, estaba disponible para un perfilado masivo de ADN. La investigación forense de la escena del crimen fue liderada por Paul Taberner, quien fue responsable de obtener las muestras de ADN del cuerpo de Naomi.
Aunque no era la primera vez que se usaba evidencia de ADN para resolver un asesinato (se había hecho en Leicestershire durante la condena de Colin Pitchfork, casi una década antes), si era la primera vez que el Servicio de Ciencia Forense realizaba un perfilado masivo de ADN. El número de muestras que se tomaron fueron alrededor de 135. Al momento del asesinato, el servicio había creado recientemente la primera base de datos de ADN del mundo, en abril de 1995. El trabajo forense fue llevado a cabo por la científica forense Hazel Johnson y un equipo en Wetherby.

## Más arrestos
El 16 de noviembre de 1995 se realizaron cuatro detenciones más. Como resultado de estas detenciones, uno de los hombres, Edwin Hopkins, de 19 años, fue acusado del asesinato de Naomi Smith la noche del 18 de noviembre de 1995. Hopkins fue detenido y compareció ante el Tribunal de Magistrados de Nuneaton el 20 de noviembre de 1995. Hopkins habló sólo para confirmar su nombre, dirección y fecha de nacimiento. Su solicitud de libertad bajo fianza fue denegada y fue puesto en prisión preventiva. Los otros ocho sospechosos fueron posteriormente eliminados de la investigación.
Hopkins trabajaba como pintor, vivía con sus padres cerca del terreno de recreación donde se encontró a Naomi Smith, y además tenía un historial de violencia.

## Tributos y conmemoraciones
En la noche del 21 de septiembre, un evento conmemorativo fue realizado en el parque de juegos cerca de donde se había hallado el cuerpo de Noami. Muchas personas se reunieron y se leyeron tributos realizados por su familia y amigos.
El funeral de Naomi se realizó el 18 de diciembre de 1995, con una ceremonia en la capilla metodista Chapel End. Fue trasladada en un ataúd blanco decorado con flores. El coche fúnebre también fue decorado con flores blancas que deletreaban su nombre.

## Juicio de Edwin Hopkins
El juicio de Edwin Douglas Hopkins comenzó el 22 de enero de 1997 en la Corte de la Corona de Birmingham.
Durante el proceso, Hopkins fue representado por el señor James Hunt. Hopkins sostuvo que durante la noche del asesinato se encontraba en la casa de su hermana en Ansley Common, jugando al Trivial Pursuit. Dijo haber salido en su bicicleta alrededor de las 9:30 PM para comprar cerveza y patatas fritas. En su camino a la tienda, que se hallaba en la misma área que el buzón de correos, Hopkins reportó que no había visto nada o a nadie inusual o sospechoso.
Julie, la hermana de Hopkins, testificó ante la fiscalía. A pesar de corroborar inicialmente la historia de Edwin a la policía y proveerle una coartada, más tarde reveló que Edwin sí había tardado mucho más de lo previsto en regresar de la tienda. Cuando por fin regresó, 45 minutos más tarde, se había cambiado de ropa. La explicación de Hopkins fue que había comprado leche y que se la derramó encima accidentalmente, y que lo habían detenido por no tener luces en su bicicleta. Julie Hopkins también dio evidencia con respecto a la aparente obsesión de su hermano por los cuchillos y la colección que tenía, incluyendo varios grandes cuchillos de cacería.
El abogado de la fiscalía Colman Treacy le dijo al jurado que el ADN hallado en el cuerpo de Naomi coincidía con el de Edwin Hopkins por un orden de 36 millones contra 1. Hopkins había suministrado muestras de su ADN durante el perfilado masivo.
El odontólogo forense Andrew Walker, quien fue testigo para la fiscalía, comparó las marcas de mordedura halladas en el cuerpo de Naomi con las de Hopkins, que había perdido uno de sus dientes frontales en un accidente con su bicicleta, y sus dientes restantes se habían unido para cerrar la hendidura, lo que provocaba que tuviera una marca de mordedura inusual. El Dr. Walker le indicó al jurado que el molde de los dientes de Hopkins coincidía exactamente con la marca de mordedura en el pecho de Naomi.

## Veredicto y sentencia
Las once personas del jurado deliberaron durante más de tres horas hasta presentar su veredicto. Edwin Hopkins fue hallado culpable del asesinato de Naomi el 30 de enero de 1997 y sentenciado a cadena perpetua. Fue condenado a razón de una mayoría de 10 a 1. Durante la sentencia, el juez hizo la recomendación de que el tiempo mínimo sea de 20 años, lo que lo mantendría en prisión hasta por lo menos noviembre de 2015, a la edad de 39 años.
Durante el resumen del veredicto, el juez, Justice Tucker, dijo:
"Se te condena por asesinar a una joven estudiante inocente. Fue un asesinato salvaje y sádico. Eres un joven muy peligroso".
El 6 de febrero de 1997, el Jefe de Justicia, Lord Bingham, recomendó al ministro del interior, Michael Howard, que el término mínimo de condena fuera fijado en 17 o 18 años. El 20 de mayo de 1999, el nuevo ministro del interior, Jack Straw, fijó el término mínimo de Hopkins a 18 años, lo que significaba que Hopkins sería elegible para libertad condicional recién en noviembre de 2017, a la edad de 37 años.

## Apelación
Edwin Hopkins siempre mantuvo su inocencia con respecto al asesinato. En febrero de 2004, se formularon ciertas dudas sobre la condena de Hopkins cuando un hombre local llamado Andrew Dexter fue condenado por la tortura y el asesinato de su novia Sharon Franklin. Emergió que Dexter había sido interrogado al momento del asesinato de Naomi pero había sido liberado sin cargo alguno. A pesar de esto, la policía confirmó que el caso no sería reabierto y que Hopkins había sido condenado bajo evidencia sólida.
En 2010, solicitantes que representaban a Edwin Hopkins llenaron una aplicación bajo la sección 276, párrafo 3, anexo 22 del Acta de Justicia Criminal de 2003, para que se hiciera una revisión de su término mínimo, a pesar de encontrarse a solo 3 años de su posible fecha para ser elegido para libertad condicional. El juez que revisó el descargo, indicó en su informe el 15 de julio de 2010 que "el término mínimo en este caso se especificó en 18 años", manteniendo la sentencia original dictaminada por el ministro del interior. Desde 2019, Hopkins se encuentra en proceso para ser trasladado a una prisión abierta por buen comportamiento. En 2021, fue finalmente transferido.

## Cobertura de los medios
Al momento del asesinato y durante los subsecuentes juicios, el caso fue ampliamente reportado en los medios nacionales británicos, incluyendo periódicos, televisión y radio.
En 1998, el psicólogo forense Paul Britton escribió sobre sus experiencias durante el caso en su libro, "The Jigsaw Man" (El hombre del Rompecabezas). El libro dedica un capítulo entero al caso como también a otros casos de alto perfil en los que Britton había trabajado. El caso también fue retratado como una serie de 5 partes llamada "Detective Stories" (Historias de Detectives), presentado por John Stalker ese mismo año.
En 2001, el caso fue presentado en una maratón de 5 semanas de documentales producidos por la BBC llamados "Catching the Killers" (Atrapando a los Asesinos). La serie fue originalmente estrenada en el canal BBC2. El autor James Morton escribió un libro con el mismo título para acompañar a la serie.
En 2004, ITV Central comisionó cuatro documentales de media hora cada uno que presentaba casos famosos en las regiones de Midlands. La serie fue titulada "To Catch a Killer" (Atrapar a un Asesino) y se lanzó originalmente en agosto de 2004.
En 2010, el caso fue sujeto de un episodio que dramatizaba casos reales, llamada "Sangre Fría". El episodio fue titulado "Close to Home" (Cerca de Casa) y fue transmitido originalmente en Canadá. Dicha serie fue luego lanzada para Europa y se transmitió en canales de documentales como Discovery Channel e Investigation Discovery. La serie, renombrada TrueCSI, se transmitió por canal 5 en Reino Unido en septiembre de 2012 y presentó entrevistas con el padre de Naomi, Brian Smith, Tony Bayliss, quien lideró la investigación y el psicólogo forense Paul Britton.
En 2019, el canal Crime+Investigación comisionó una segunda serie de producción propia llamada "Murdertown", que trataba sobre la investigación del impacto que un asesinato provocaba sobre las comunidades locales. Uno de los 10 episodios investigó el asesinato y la mutilación de Naomi Smith en Nuneaton a manos de Edwin Hopkins.